# Konstantin, papa
Konstantin, papa od 25. ožujka 708. do 9. travnja 715. godine.